# Goodenia iyouta
Goodenia iyouta är en tvåhjärtbladig växtart som beskrevs av R.C.Carolin. Goodenia iyouta ingår i släktet Goodenia och familjen Goodeniaceae. Inga underarter finns listade i Catalogue of Life.